# JTB
JTB（日语：／ Jeitībī */?）是源自日本的跨國旅行社，總部在東京東品川的天王洲Isle，為日本規模最大的旅行社，在世界旅行業界上也排名前列。其經營的JTB集團，在日本國內外擁有多家票券代購、租車、遊覽車、信用卡、出版等旅遊相關之企業。

## 概要

JTB標誌（簡體中文版本）

JTB的前身是1912年成立的日本交通公社，為一財團法人機構。1963年，日本交通公社將涉及商業營利的部門分割民營化，成立「株式會社日本交通公社」。1988年導入企業識別系統，並開始使用「JTB」做為通稱，此名是「Japan Travel Bureau」的縮寫，同時也是日本交通公社的英文譯稱。2001年1月1日，改以「JTB」為公司正式名稱。

## 股東
- 公益社團法人 日本交通公社（日语：日本交通公社 (公益財団法人)）（持股比例29.61%）[2]
- 東日本旅客鐵道
- 東海旅客鐵道
- JTB員工持股會
- JTB協定旅館飯店聯盟
- 三菱東京UFJ銀行
- 瑞穗銀行
- 一般社團法人 日本旅館協會（日语：日本ホテル協会）
- JTB員工福利會
- 三井住友銀行
- 日本航空
- 九州旅客鐵道
- 西日本旅客鐵道
- 北海道旅客鐵道
- 全日空控股
- JTB董事持股會
- 商船三井
- 四國旅客鐵道

## 外部連結
- JTB企業網站 （页面存档备份，存于）（日語）（英文）
- JTB日本網站 （页面存档备份，存于）（日語）
- JTB台灣網站（页面存档备份，存于）（繁體中文）
- JTB中國網站 （页面存档备份，存于）（简体中文）（日語）（英文）
- e路東瀛 / JAPANiCAN （页面存档备份，存于） - JTB旗下訂房網站（英文）（泰文）（简体中文）（繁體中文）（繁體中文）